# Père Noël à domicile
Pour plus de détails, voir Fiche technique et Distribution.
Père Noël à domicile est un téléfilm français écrit et réalisé par Manu Joucla, et diffusé pour la première fois le 17 décembre 2024 sur M6.
Cette comédie est une coproduction de MyFantasy et 2P2L (Pourquoi pas la lune) pour M6,.

## Fiche technique
Sauf indication contraire, les informations mentionnées dans cette section peuvent être confirmées par la base de données cinématographiques Allociné,  présente dans la section « Liens externes ».
- Titre français : Père Noël à domicile
- Réalisation : Manu Joucla[1]
- Scénario : Manu Joucla[1]
- Photographie : Nicolas Beauchamp[1]
- Musique : Robin Bernard et Loris Perez[1]
- Montage : Sébastien Mercier De Sainte Croix[1]
- Décors : Teresa Hurtado Escobar[1]
- Son : Christophe Penchenat[1]
- Production : Antoine Piwnik et Jérôme Caza[1]
- Sociétés de production : MyFantasy et 2P2L Pourquoi pas la lune[1]
- Pays de production :  France
- Langue originale : français
- Format : couleur
- Genre : comédie[2]
- Durée : 90 minutes
- Date de projection en festival :
  - Festival de la fiction de La Rochelle : 11 septembre 2024[1]
- Dates de première diffusion en télévision : 
  - 17 décembre 2024 sur M6[3]

## Distribution
- Medi Sadoun : Enzo
- Alice Pol : Laurène
- Louise Monot : la femme d'Enzo
- Shirley Bousquet : Shirley
- Camille Lellouche : belle-soeur de Shirley
- François-Xavier Demaison : frère de Shirley
- François Berléand : François
- Fred Testot : Cédric
- Bruno Salomone : Arnaud
- Sophie Le Tellier : femme d'Arnaud
- Élodie Poux : Chloé
- Firmine Richard : Émilie
- François Bureloup : patron d'Enzo
- Antoine Duléry : commissaire de police
- Éric Collado : Sergio
- Anne Girouard : Émilie
- Éric Antoine : Adrien
- Élise Larnicol : belle-mère d'Enzo
- Denis Maréchal : mari de Shirley
- Éric Massot : Beau-père d'Enzo
- Loïc Legendre : le cambrioleur

## Production

### Genèse et développement
Manu Joucla assure le scénario et la réalisation.
La production est assurée par Antoine Piwnik pour MyFantasy et Jérôme Caza pour 2P2L Pourquoi pas la lune.